# Ясна Діклич
Ясна Діклич (нар. 8 березня 1946, Сараєво) — боснійська акторка театру і кіно. 
Народилася в Сараєво. Її мати також була акторкою і лялькаркою. Перші театральні досліди Діклич почалися в експериментальній театральній студії фестивалю MESS Festival, після чого вона продовжила вчитися акторській майстерності в Департаменті виконавських мистецтв у Сараєво.